# راي هاندلي
راي هاندلي (بالإنجليزية: Ray Handley)‏ هو لاعب كرة قدم أمريكية أمريكي، ولد في 8 أكتوبر 1944 في رينو في الولايات المتحدة.